# Успение Богородично (Юренджик)
Вижте пояснителната страница за други значения на Успение Богородично.
„Успение на Богородично“ (на гръцки: Κοιμήσεως Θεοτόκου Πεύκων) е православна църква в солунското предградие Юренджик (Певка), Гърция, енорийски храм на Неаполската и Ставруполска епархия.
Църквата е разположена на улица „Микра Асия“ № 42. Основният камък е положен в 1938 година, но строителните работи са прекъснати от избухването на Итало-гръцката война в 1940 година. Работата продължава в 1943 година с материали от военните лагери на окупационните сили и храмът е завършен в 1944 година. В архитектурно отношение е трикорабна базилика. Разширения са направени в 1986 и 1987 година, кокато е построена и камбанарията.